# Sudarso Hardjowasito
Sudarso Hardjowasito est un arbitre indonésien de football des années 1980.

## Carrière
Il a officié dans une compétition majeure :
- Coupe d'Asie des nations de football 1980 (2 matchs dont la finale)